# Massacre de Firgu
Le massacre de Firgu a lieu le 2 novembre 2013 pendant l'insurrection de Boko Haram.

## Déroulement
Le 2 novembre 2013, après un mariage célébré à Michika, dans l'État d'Adamawa, un convoi nuptial fait route pour Maiduguri, dans l'État de Borno. Mais sur la route de Bama-Banki, au niveau du village de Firgu, le convoi est attaqué par des hommes armés. Plus de 30 personnes sont tuées, dont le marié et plusieurs membres de sa famille. Des blessés sont également évacués vers l'hôpital de Maiduguri. L'attaque n'est pas revendiquée mais les djihadistes de Boko Haram, auteurs de nombreux massacres dans le nord-est du Nigeria sont fortement suspectés. Les tueries ont fait plus de 30 morts selon des témoins, tandis que l'armée nigériane ne fait mention que de cinq tués,,. 